# フロレスタン (モナコ公)
タンクレード・フロレスタン・ロジェ・ルイ（Tancrède Florestan Roger Louis, prince de Monaco, 1785年10月10日 - 1856年6月20日）は、モナコ公（在位：1841年 - 1856年）。

## 生涯
モナコ公オノレ4世とマザラン女公ルイーズ・ドーモンの間の第2子・次男として、1785年10月10日にパリで生まれた。両親の別居のため母親に引き取られて養育され、幼い頃より優れた文学的才能を示した。1796年、11歳のときにフォンテーヌブローの学校に入るが、すぐに退学している。そのままフランス軍に入隊し、伍長として各地の戦闘に従軍した。1812年ロシア戦役では敵軍の捕虜となり、1814年にようやくフランスへ帰国できた。
異父妹のアメリー（1794年 - 1820年）は、シャンパーニュ地方ラメス城の女主人フランソワーズ・アンリエット・ルグラ・ド・ボーヴェルセ（1766年 - 1842年）の最初の夫との間の息子に嫁いでいた。1816年11月27日、フロレスタンは城の女主人と2番目の夫との間の娘カロリーヌ・ジベールと結婚した。父や兄はこの結婚に反対だったため、婚礼は少人数で簡素に行われた。モナコ公宮廷が支給するフロレスタンの年金は非常識なほど少額だったので、身分違いとはいえ裕福な田舎地主の娘を娶ったことは、主に経済的な面で好都合だった。
1841年に薨去した兄オノレ5世から冷遇されていたフロレスタンは、46歳の誕生日の直前にモナコ公位を継承したとき、まったくと言ってよいほど統治者になる準備ができていなかった。英国の歴史家H・ペンバートン（H. Pemberton）に言わせれば、即位時の彼は「その仕事に最も不適格な人間」だった。彼は大衆演芸場アンビギュ＝コミック座の俳優として働いたことさえあった。フロレスタンの治世中、モナコの実際の政治権力は、優れた知性と社交能力を備えた彼の妻カロリーヌが握った。
非常に不人気だったオノレ5世の薨去とそれに伴う弟フロレスタンの即位は、国民からは好意的に受け止められた。修史官ギュスターヴ・セージュによれば、彼はマントンの住民から特筆すべき熱烈な歓迎を受けた。前任者オノレ5世は公衆の面前に立つのを嫌って姿を見せなかったので、それと対照的なフロレスタンの気の置けない態度が国民に好かれたのだった。公爵夫妻は反モナコ感情の高まっていたマントン及びロクブリュヌ＝カップ＝マルタンの民心を引き留める必要性を感じており、彼らの求める民主的改革についても前向きに考慮し、さらに財政状況を度外視してまでマントンに学校を建設させた。しかし二都市はモナコ公を支持せず、モナコの宗主だったサルデーニャ王カルロ・アルベルトに期待をかけた。
公爵夫妻の政治的失敗が明白になると、公世子シャルル（3世）が両親から実権を奪い取った。1848年フランス革命が起きると、これに触発されたマントンとロクブリュヌはモナコ公に反旗を翻し、独立を宣言した。サルデーニャ軍がモナコを占領し、フロレスタンは廃位・逮捕・投獄された。フランスの圧力のおかげで翌1849年には復位するが、マントンとロクブリュヌはもはや戻ってこなかった。
1856年6月26日に死去、長男オノレ＝シャルルがシャルル3世としてモナコ公位を継いだ。

## 子女
- オノレ＝シャルル（1818年12月8日 - 1889年9月10日） - モナコ公シャルル3世[2]
- フロレスティーヌ＝ガブリエル＝アントワネット（1833年10月22日 - 1897年4月24日） - 1863年2月15日、ウラッハ公ヴィルヘルムと結婚[2]

## 引用・脚注
1. ↑  “モナコ公国（Principality of Monaco） 基礎データ”. 日本国外務省 Ministry of Foreign Affairs of Japan. 2020年2月10日閲覧。
2. 1 2 3 4 5  Edwards, Anne (2017) [1992]. "Tableau Genealogique de la Famille Grimaldi". The Grimaldis of Monaco (英語). Guilford, Connecticut: Lyons Press. p. 348. ISBN 0-688-08837-6。
3. 1 2 3 4 5 6  Saige, Gustave (1897). Monaco: Ses Origines et Son Histoire. Imprimerie de Monaco 2017年12月2日閲覧。
4. ↑  De la Canorgue, Victor (1851). Les règnes d'Honoré V et de Florestan I, princes de Monaco (Digital ed.). University of Lausanne 2017年12月4日閲覧。
5. ↑  les premiers seigneurs d'Aumont
6. 1 2 3 4 5 6  “FLORESTAN I – A PRINCE OF MONACO THROUGH NO CHOICE OF HIS OWN”. Hello Monaco. 2017年7月4日時点のオリジナルよりアーカイブ。2017年12月3日閲覧。
7. ↑  Pemberton, H. (1867). The History of Monaco: Past and Present. London: Tinsley Brothers 2018年12月19日閲覧。
8. ↑  Hart-Davis, Phyllida (September 1982). Grace: The Story of a Princess. St. Martin's Press. pp. 67–73. ISBN 978-0312342104.  オリジナルの1 December 2017時点におけるアーカイブ。 2017年12月3日閲覧。